# Viktoria Nikisjina
Viktoria Aleksandrovna Nikisjina (ryska: Виктория Александровна Никишина), född den 9 september 1984 i Moskva i Ryska SFSR i Sovjetunionen (nu Ryssland), är en rysk fäktare som tog OS-guld i damernas lagtävling i florett i samband med de olympiska fäktningstävlingarna 2008 i Peking.